# 林癸未夫
林 癸未夫（はやし きみお、1883年9月17日 - 1947年10月26日）は、経済学者であり、教育者でもある。早稲田大学大学部法学科卒業後、古河鉱業に入社し、欧米を視察。帰国後、早稲田大学政治経済学部教授、早稲田大学総長代理を勤めた。岡山県高梁市出身。

## 経歴

### 生い立ち
明治16年（1883年）、岡山県上房郡高梁町八幡（現・高梁市）にある藤井種次郎の二男として生れ、母の実家・林家を継ぐ。地元の旧制高梁中学校（現・岡山県立高梁高校）から大阪府立第一中学校（現・大阪府立北野高校）に転校、東京専門学校高等予科を経て、明治38年（1905年）早稲田大学大学部法学科を卒業、古河鉱業に入社、労働問題の調査研究にあたる。

### 古河鉱業入社後
入社後の大正9年（1920年）欧米を視察、翌年帰国し、母校の早稲田大学政治経済学部で、社会政策や工業経済の講義に当たる。同12年（1923年）教授に就任。同大図書館長、政治経済学部長、常務理事、昭和21年（1946年）早稲田大学総長代理、日本図書協会理事長を歴任した。
その間、東京女子大学、津田英語塾に出講、日本の社会政策学会に多くの先駆的業績を残し、国家社会主義の理論体系を樹立することに努めた。また「中央公論」などのジャーナリズムでも活躍、社会政策学界に貢献。著書に「社会政策新原理」「国際労働運動史」「工業経済政策」「社会問題各論」「国家社会主義原理」「国家社会主義論集」など。随筆「天邪鬼」がある。

## 著書
- 強者にも弱者にも（警醒社、1922年）
- 社会と宗教と芸術（文省社、1925年）
- 社会政策新原理（早稲田大学出版部、1926年）
- 国家社会主義原理（章華社、1932年）
- 西洋思想の日本化（章華社、1932年）
- 社会政策概論（章華社、1934年）